# Вогера
Вогера, Воґера (італ. Voghera) — муніципалітет в Італії, у регіоні Ломбардія, провінція Павія.
Вогера розташована на відстані близько 450 км на північний захід від Рима, 55 км на південь від Мілана, 24 км на південний захід від Павії.
Населення — 39 400 осіб (2014).

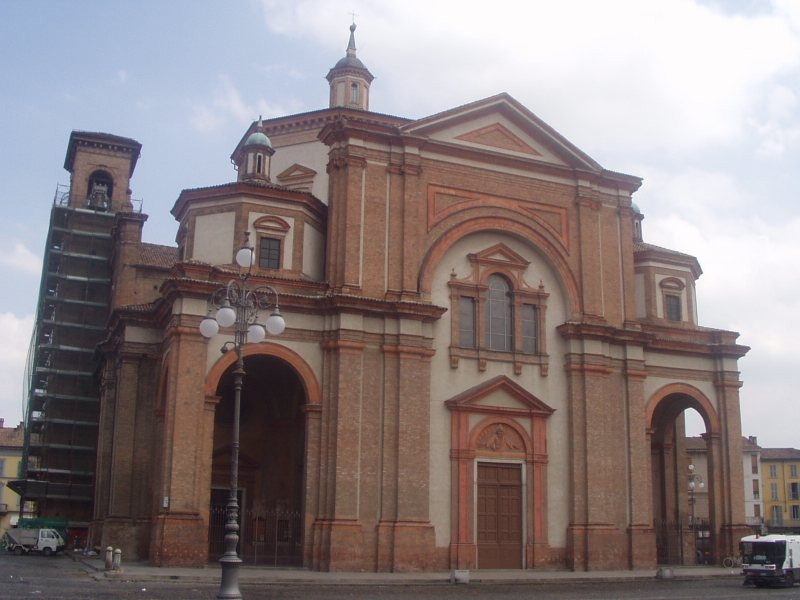

Щорічний фестиваль відбувається п'ятниці antecedente l'Ascensione. Покровитель — San Bovo.

## Демографія
Населення за роками:

Станом на 1 січня 2023 року в муніципалітеті офіційно проживав 5721 іноземець з 98 країн, серед них 1549 громадян країн Євросоюзу та 550 громадян України.

## Сусідні муніципалітети
- Казеї-Джерола
- Червезіна
- Кодевілла
- Корана
- Лунгавілла
- Монтебелло-делла-Батталья
- Панкарана
- Піццале
- Понтекуроне
- Реторбідо
- Риванаццано
- Сільвано-П'єтра

## Міста-побратими
- Ляйнфельден-Ехтердінген, Німеччина
- Маноск, Франція
- Шаєнн, США